# Volodymyr Ivanovych Barvinok
Barvinok Volodymyr Ivanovych (22 de julho de 1879 em Ohramyyevychi, Chernihiv oblast, Império Russo - 1943 em Kiev, União Soviética ) foi um historiador ucraniano, teólogo, bibliógrafo, escritor, arqueólogo, proeminente arquivista, estadista da República Nacional Ucraniana, cidadão honorário de da região de Chernihiv, estudioso da Universidade Estatal de São Petersburgo e também da Academia Ucraniana de Ciências e professor de cultura e história ucraniana na Academia Ucraniana de Ciências.

## Biografia
Volodymyr Barvinok nasceu em 1879 na casa de campo da família, localizada na vila de Ogramyyevychi, na região de Chernihiv . Em 1905, Barvinok se formou na Kyiv Mohyla Academy, que hoje é chamada de National University of Kyiv-Mohyla Academy . No mesmo ano, ele se casou com Yevheniya Volovik, que era originalmente de Uman . A família Barvinok morava no distrito de Podil em Kiev, na rua Frunze, 31.
De 1905 a 1917, Volodymyr Barvinok e sua família viveram em São Petersburgo, onde nasceu seu filho Boris. De 1905 a 1908, Barvinok estudou no Instituto Arqueológico de São Petersburgo. De 1908 a 1911, formou-se em história e filologia na Universidade de São Petersburgo, então denominada Universidade de Petrogrado. Conseqüentemente, ele obteve um mestrado em teologia. A família costumava viajar para Kiev em seu tempo livre.
Até o ano de 1917, trabalhou no aparato central do Santíssimo Sínodo . Ao mesmo tempo, durante 1912–1917, ele lecionou história na Realschule de AI Gelda de São Petersburgo. Ao receber as primeiras notícias da revolução, Volodymyr Barvinok retornou imediatamente a Kiev, onde esteve profundamente envolvido na renovação da independência ucraniana . i
Em 1918, Volodymyr Barvinok, como bibliógrafo proeminente e estudioso de manuscritos e livros antigos, ajudou na formação da Biblioteca Nacional do Estado Ucraniano . De 1918 a 1919, trabalhou para o Estado ucraniano, depois para a República Nacional Ucraniana no departamento de confissões, depois para o Ministério das Confissões.
O objetivo desse departamento como um todo, bem como a responsabilidade particular de Volodymyr Barvinok, era regular e conduzir a política do estado em relação à Igreja. O Ministério exigiu da Igreja a implementação de uma política de ucranização dos documentos oficiais e pressionou pela independência ( autocefalia ) da Igreja Ortodoxa Ucraniana do Patriarcado de Moscou. O trabalho do Ministério criou uma parceria amigável entre o estado independente da Ucrânia e a Igreja. Simultaneamente ao seu trabalho nas instituições governamentais da República Nacional Ucraniana, Barvinok trabalhou como professor de literatura e cultura ucraniana em uma escola técnica em Kiev.

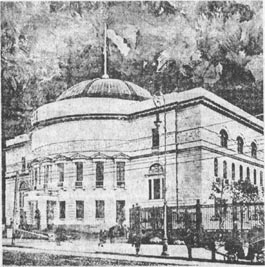
Edifício da Rada Central em Kiev, onde Barvinok esteve ativamente envolvido na construção do estado ucraniano independente

Enquanto o Exército do Povo Ucraniano se retirava de Kiev e a Ucrânia independente caía, Barvinok permaneceu na Kiev ocupada e se concentrou no trabalho científico. Durante o período de 1918–1928, trabalhou no ramo histórico-filológico da Academia Ucraniana de Ciências . Apesar da repressão política e da difícil situação financeira, o departamento histórico-filológico trabalhou persistentemente para expandir o uso da língua ucraniana em todos os ramos da ciência. Em 30 de setembro de 1924, Barvinok tornou-se secretário de uma comissão criada no 350º aniversário das tradições de impressão na Ucrânia, sob o Comitê Arqueológico maior da Academia Ucraniana de Ciências, chefiada pelo primeiro presidente da Ucrânia e renomado historiador Mykhailo Hrushevskyi . O objetivo da comissão de Barvinok era escrever uma descrição científica das publicações no território da Ucrânia etnográfica nos séculos XVI a XVIII.
De 1924 a 1933, Barvinok trabalhou no comitê arqueológico da Academia Ucraniana de Ciências. Ao mesmo tempo, ele trabalhou para o Instituto Científico Ucraniano de Impressão, onde publicou o proeminente e abrangente trabalho "Pesquisa geral de impressões antigas em bibliotecas de Kiev". Na introdução, ele critica a falta de financiamento para a Academia Ucraniana de Ciências e destaca as principais diferenças entre as antigas estampas de Kiev e Moscou, ambos atos perigosos na época. De 1928 a 1930, trabalhou como secretário da comissão Sophia da Academia de Ciências e seu ramo artístico. Em 1930, nasceu seu neto Yury.

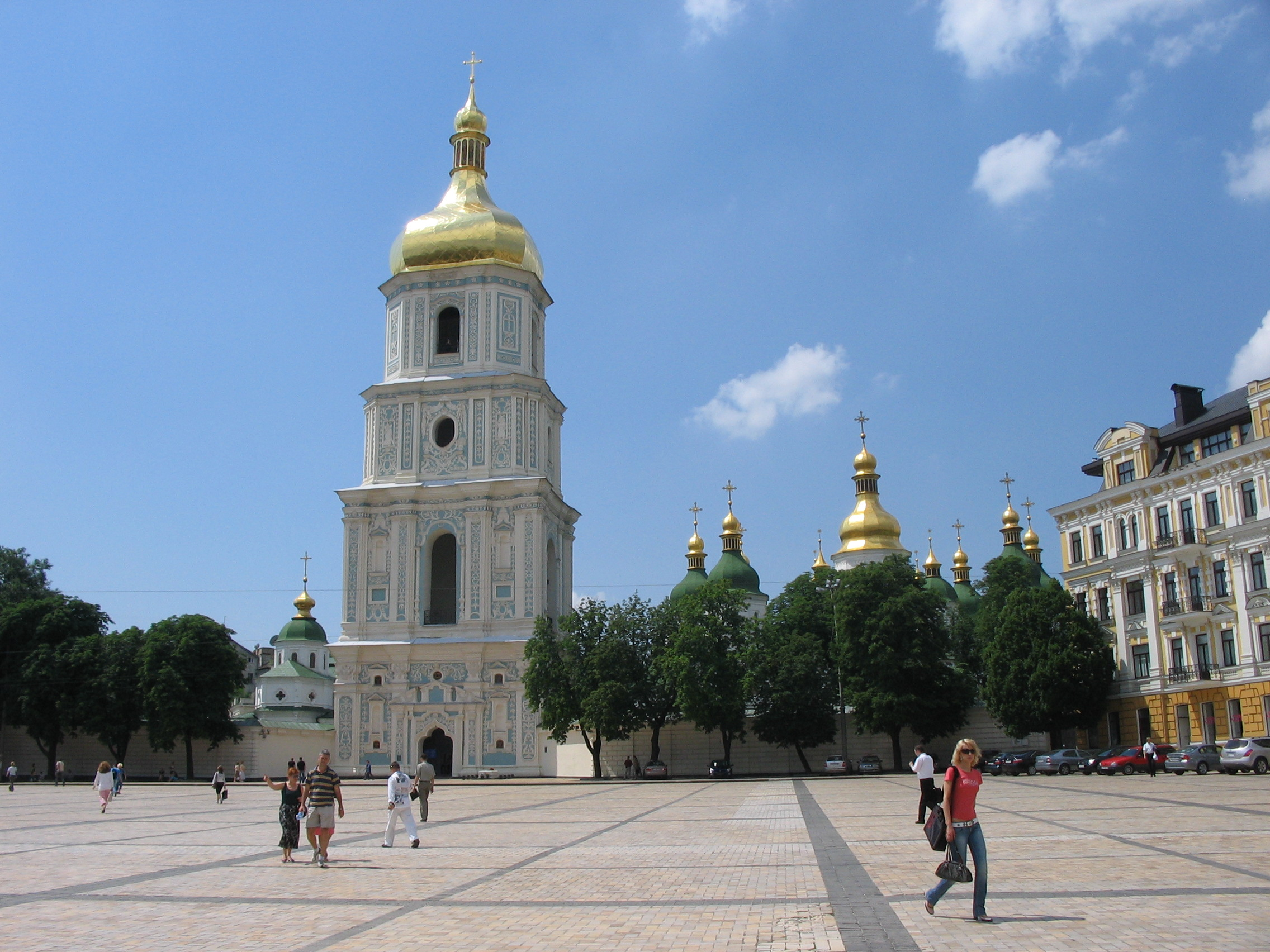
Barvinok foi secretário de uma comissão que salvou a catedral de Santa Sofia da destruição

A comissão Sophia visava preservar a Catedral de Santa Sofia em Kiev, que as autoridades soviéticas planejavam demolir por terem destruído o Mosteiro de Cúpula Dourada de São Miguel . As autoridades soviéticas pretendiam erradicar quaisquer sinais de herança cultural ucraniana autêntica. Devido ao tedioso trabalho da comissão, a catedral de Santa Sofia, indiscutivelmente a estrutura ucraniana historicamente mais importante, foi poupada de um fim trágico.
Em meados da década de 1930, Barvinok doou sua vasta biblioteca para a Universidade de Kiev, onde formou a base de vários ramos científicos. No período de 1930 a 1933, Barvinok trabalhou como secretário do Comitê Arqueológico Ucraniano, que coordenava todo o trabalho arqueológico na Ucrânia. Em 1937, seu filho Boris, um engenheiro de pontes, foi preso pela NKVD, polícia secreta soviética; Barvinok nunca mais o viu. Esta não foi a primeira instância de repressão contra a família de Volodymyr Barvinok. As pessoas próximas a ele viviam em constante medo, enfrentando prisões e torturas. Barvinok, sendo um participante dos mais altos escalões do Império Russo e da Ucrânia independente, era um alvo tentador para os soviéticos, mas sua proeminência em numerosos círculos científicos tornava difícil prendê-lo pessoalmente. Perto do fim de sua vida, Barvinok escreveu sobre temas eslavos e ucranianos; muitas de suas obras nunca foram publicadas. Ele morreu em 1943 durante a ocupação alemã de Kiev.